# Annoying Orange
Annoying Orange (pol. Irytująca Pomarańcza) – internetowy serial komediowy autorstwa Dane Boedigheimer udostępniana na YouTube. Annoying Orange wystartowało 9 października 2009 roku. Odcinki trwają średnio od półtorej minuty do czterech minut.
Można oglądać również w telewizji (angielskiej i polskiej MTV).

## Fabuła
Główną postacią serialu jest Pomarańcza (ang. Orange), grana przez Dane Boedigheimer, która wyzywa i uraża wszelkie owoce i warzywa (w późniejszych odcinkach również inne produkty spożywcze oraz postacie historyczne), które znajdują się w jej pobliżu. Żartuje z nich, a one urażone próbują się odciąć, jednak pomarańcza jest tak irytująca, że nie potrafią i każdy odcinek kończy się podobnie – zirytowany owoc umiera. Początkowo próbuje ona ostrzec rozmówcę, jednak każdy z nich (z wyjątkiem Dziadka Cytryny, który po prostu przysnął) jest zbyt zdenerwowany by słuchać. Później podobną funkcję pełnią inne nieprzyjemne wydarzenia dotykające innych rozmówców Pomarańczy, takich, jak kopnięcie Piłki Nożnej czy przytrzaśnięcie garncem złota Liama Leprechauna, głównej postaci antagonistycznej.

## Postacie
Lista może być niepełna
- Pomarańcza – główna postać serialu. Pomarańcza obraża wszystkich naokoło wyzywając ich. Często powtarza iż jest pomarańczą. Niektórych nazywa jabłkiem, jednak sam nie lubi, gdy ktoś go tak nazywa.
- Gruszka – postać, która obok Pomarańczy występowała w większości odcinków. Zawsze, gdy Pomarańcza chciała mu podokuczać mówił Oh no. (pol. Och nie).
- Małe Jabłko – postać występująca w kilku odcinkach. Pomarańcza nazywa je Karłowatym Jabłkiem. Najlepszym przyjacielem jabłka jest Marshmallow.
- Pianka Marshmallow – jedna z postaci drugoplanowych, jej ulubionymi rzeczami są: tęcza, króliki, pieski i kotki. Jej matką jest jednorożec. Kwestia płci była wiele razy poruszana w programie, jednak przez większość czasu była nieznana.
- Dziadek Cytryna – jedyny bohater serialu, który ignorował komentarze Pomarańczy (ze względu na swój wiek zasypiał).
- Lemon – bohater serialu. Wystąpił w jednym z odcinków.
- Pomidor – jedna z postaci serialu, która nie zginęła jako ukrojona. Pomarańcza śmiała się z jego podobizny do jabłka. Pomidor zginął za sprawą Blendera. Później stał się sosem pomidorowym.
- Squash – Dynia. Najwięcej razy pojawił się w serii Ask Orange. Pojawiał się najczęściej spadając z góry i miażdżąc kogoś.
- Dynia – kolejna postać, przezwana jako "dyniowaty" (gruby) (ang. Plumpkin), zostaje wypatroszona na Halloween.
- Jabłko – postać zostaje przecięta na kilka kawałków. Obecnie tylko ten odcinek można obejrzeć z polskim dubbingiem.
- Cob Kukurydza (ang. Corn Cob) – jeden z bohaterów, którzy nie zginęli za sprawą noża (z wściekłości wyleciał w powietrze). Wystąpił w jednym z odcinków.
- Pan Nóż – nóż, który próbuje zerwać z nałogiem krojenia wszystkiego, co popadnie; boi się temperówki do noży.
- Ogórek – wyluzowana postać w ciemnych okularach; ginie od noża
- Leprechaun – skrzat, którego pomarańcza nazywa "Zielonym olbrzymem". Chciał odzyskać swój garnczek złota od pomarańczy za pomocą trzech życzeń, jednak owoc zażyczył sobie jedynie wiatraczek i to, żeby skrzat zniknął.
- Marakuja – postać płci przeciwnej,główny bohater podkochuje się w niej.
- Grapefruit – agresywna postać używająca wulgarnego języka. Ginie przecięty nożem i posypany cukrem. Kilkakrotnie ożywał i ginął.
- Brokuł – postać z kosmosu, która porwała pomarańczę. Pomarańcza nazywała ją "Bieber" od słowa "leader".

## Dane Boedigheimer
Boedigheimer (DaneBoe na YouTube) pochodzi z Dakoty Północnej, ale ze względu na pracę przeprowadziła się do Kalifornii pracując jako asystent w MTV, przy produkcji Pimp My Ride (pol. Odpicuj mi brykę).
23 grudnia 2023 roku za pośrednictwem serwisu Instagram dokonała coming outu jako osoba transpłciowa.

## The High Fructose Adventures of Annoying Orange
11 czerwca 2012 roku na kanale Cartoon Network zaczęto nadawać program The High Fructose Adventures of Annoying Orange, stworzony przez studio Gagfilms. Bohaterowie pozostają niezmienieni, jednak zmieniono otoczenie z kuchni do Supermarketu DaneBoe's (odniesienie do twórcy Dane Boedigheimer), którego pracownikiem jest Nerville (grany przez Toby'ego Turnera), zaprzyjaźniony z owocami.